# Passage
En passage er en gennemgang. Mest almindeligt beskriver det en sti eller et stræde, der forbinder to større færdselsårer. En sådan passage er typisk for lille til at være en vej, eller der er trin der umuliggør kørende trafik.
Andre steder beskriver ordet et sted hvor man (relativt) nemt kan passere en barriere eller hindring, for eksempel et bjergpas, et vadested over et vandløb eller lignende.
Passage kan også bruges om et stykke af et musiknummer eller en film, for eksempel et mellemspil uden omkvæd mellem to vers i en sang eller en filmscene, der er lagt ind i filmforløbet uden direkte at forbinde det foregående forløb med det efterfølgende.